# José Gregório da Rosa Araújo

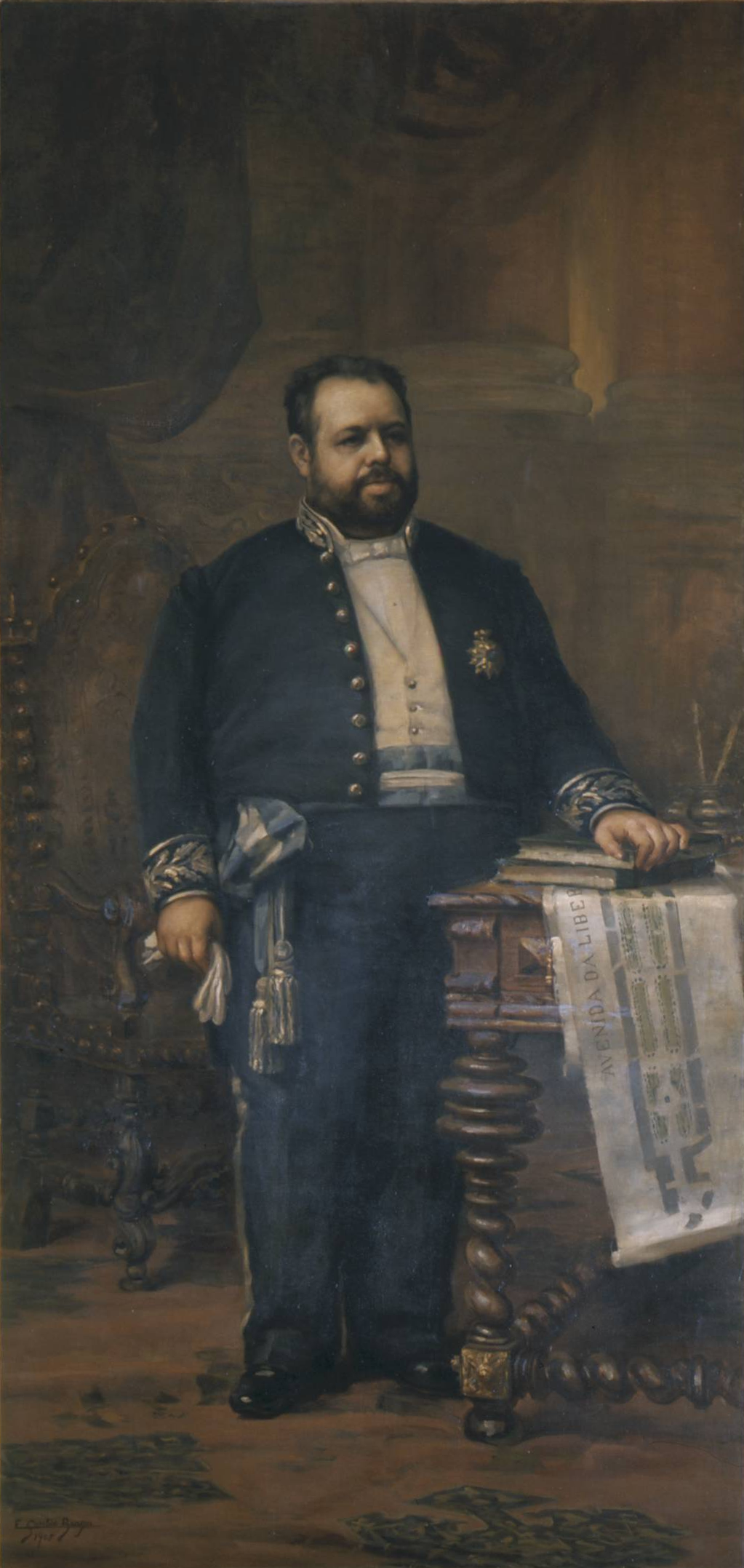
Rosa Araújo

José Gregório da Rosa Araújo (Lisboa, 17 de Novembro de 1840 - Lisboa, 26 de Janeiro de 1893), foi um deputado, par do reino e Presidente da Câmara Municipal de Lisboa.
Foi durante esse seu mandato, como Presidente da Câmara Municipal de Lisboa, que se lançaram as obras da abertura da Avenida da Liberdade, onde se encontra um monumento em sua homenagem, e a destruição do Passeio Público, o que provocou uma grande polémica.

## Vida
Era filho de Manuel José da Silva Araújo e de Eulália Rosa da Silva Araújo, de quem herdou uma fortuna colossal granjeada em improbo labor quotidiano, e o amor e dedicação ao trabalho. Seu pai estava estabelecido com uma importante confeitaria na rua de São Nicolau na Baixa Lisboeta, conhecida por Confeitaria Rosa Araújo ou Cócó, estabelecimento que seu filho sempre conservou, e onde entrou em 1853 na companhia de seu pai, tendo apenas treze anos de idade, incompletos. Cursara os estudos primários no colégio de Santo Agostinho, que começou a frequentar aos seis anos. Nessa curta idade deu então principio à sua vida comercial. No estabelecimento falava-se em politica, que, era da particular predilecção de seu pai, e decerto foi esse o motivo que o resolvera a assentar praça por ocasião das lutas civis que terminaram em 1834, tornando-se mais tarde patuleia exaltado na guerra da Maria da Fonte, em 1846; fora sócio do Clube dos Camilos e influente nas eleições. Tudo isto, porém, praticara aquele respeitável chefe de família, com um desprendimento verdadeiramente exemplar, detestando a ostentação, e simplesmente firmado no desejo de concorrer por essa forma, na medida das suas forças, para o bem da pátria. A uma singeleza de costumes juntara sempre a maior rigidez de princípios e a mais alta sinceridade de convicções.
Foi depois de 1857, daquele ano lastimoso em que a febre amarela tantas vítimas causou, que Rosa Araújo começou a inscrever-se em diferentes associações, tornando-se um grande trabalhador pela causa popular, prestando muitos serviços que lhe granjearam as maiores homenagens. Foi pelas associações que principiou a sua carreira pública. Pertencia também a diversas companhias comerciais, distinguindo-se sempre pela sua extraordinária actividade, iniciativa inteligente e empreendimentos úteis e rasgados. Nessas empresas, em que era muito estimado e respeitado, tomou parte em diferentes comissões de exames de contas, de reforma de estatutos, e até de inquérito. Nas associações ocupou o cargo de presidente no Grémio Popular, na Associação homeopática, e na Fraternidade, de socorros mútuos; vice-presidente na Associação dos empregados do comércio e indústria, e da Irmandade do Santíssimo, da Igreja de São Nicolau, uma das associações que mais serviços prestava à pobreza da capital. Nas companhias exerceu as distintas funções, de presidente na de Tabacos nas barreiras de Xabregas, vice-presidente da Fidelidade, secretário da Bonança, Algodões de Xabregas, das Lezírias do Tejo e Sado, e da antiga companhia do Gás, sendo também director efectivo da de Crédito Comercial.
No fim de outubro de 1871, Rosa Araújo tratava unicamente dos negócios relativos à laboriosa casa de seu pai, e dos que mais directamente interessavam ás associações e companhias a que estava ligado, quando recebeu um convite do governador civil de Lisboa, então Augusto César Cau da Costa (1825-1910), para fazer parte da lista da eleição municipal. Rosa Araújo recusou; mais tarde foi novamente instado, não só pelo governador civil, como também pelo falecido estadista António Rodrigues Sampaio; Rosa Araújo persistiu firmemente na sua recusa, e somente se resolveu a aceitar tão honroso convite, quando seu pai interveio, decidindo-o com os seus bons conselhos. Figurou então pela primeira vez na vereação da câmara, em fevereiro, no biénio de 1872 a 1873. Nesta gerência logo se distinguiu, com especialidade pela resolução tomada cerca das concessões dos carris de ferro, dando em resultado estabelecer-se definitivamente na capital esse sistema de viação, em substituição do antigo formulário das licenças, e ainda mais pelo novo sistema de imposto e pela nova marcha financeira, inaugurada pelo primeiro empréstimo de cento e sessenta contos de reis, contraído por intervenção do Banco Lusitano. A resolução dos negócios relativos aos carris de ferro foi devida principalmente ao estudo e ao bom conselho de José Elias Garcia, em substituição do formulário das licenças e do trabalho iniciador de Geraldo Braamcamp, que deixara saudosas recordações na administração municipal. Rosa Araújo foi quem contratou o empréstimo, depois de terem sido infrutíferos todos os esforços empregados pela vereação anterior, e mesmo por aquela de que fazia parte na mesma ocasião. De acordo com o Sr. Francisco Simões Margiochi, conseguiu que o ministro da fazenda, então o falecido estadista António Serpa, apresentasse ás cortes um projecto de lei, elevando, a dotação da câmara a quinze contos de reis, o que foi aprovado com o voto unânime do parlamento.
A harmonia que existiu no biénio de 1872 a 1873 não se repetiu no biénio seguinte, em que se levantaram graves conflitos a propósito da decoração da fachada principal dos paços do concelho, o que deu em resultado saírem da câmara os vereadores Rosa Araújo, Simões Carneiro, Dr. Alves e Barros Gomes. Falou-se muito na dissolução, promoveram-se meetings para esse fim, mas o governo, sendo ministro do reino António Rodrigues Sampaio, não aceitou a imposição, apesar de ser muito instado por amigos políticos e dedicados. Pelo falecimento de sua mãe, Rosa Araújo afastou-se dos trabalhos assíduos durante algum tempo, mas, em novembro de 1875 tornou a figurar nas eleições camarárias. Depois de renhida luta, novamente foi eleito, sendo vereador no biénio de 1876 a 1877, em que a câmara deu as mais elevadas provas de energia e actividade; devido ao presidente, o Sr. Luís de Almeida e Albuquerque, alcançou-se a lei, pela virtude da qual o município ficava habilitado a negociar os meios precisos para o saneamento da cidade. O mercado da praça da Figueira foi então muito discutido também, se deveria ser entregue à especulação particular, e Rosa Araújo, sendo vice-presidente, combateu aquela ideia, levando o município a contrariá-la como prejudicial e nociva aos interesses do concelho. Nessa câmara, sob proposta ainda de Rosa Araújo, resolveu-se fazer cumprir o artigo 294 do Código Civil, criando o asilo municipal, e fazendo admitir provisoriamente as crianças no asilo de Maria Pia, mediante uma mensalidade estipulada. Alugara para esse fim o palácio do conde de Redondo a Santa Marta, mas a vereação que se seguiu, ordenou que se pusessem escritos no palácio, limitando-se a admitir uma ou outra criança no asilo Maria Pia. Mais tarde tornou a ser eleito vereador, e desde então tomou parte da presidência, lugar em que depois sempre se conservou. Datam dessa época as grandes obras municipais que transformaram a cidade. Iniciou as obras do bairro Estefânia; criou os asilos municipais com escolas para as crianças; as creches, em 1876, principiando pela de Santa Eulália, que assim a denominou em memória do nome de sua mãe. Esta creche é situada no largo da Graça, e foi toda construída à sua custa, desde os alicerces. Criou os talhos municipais, como meio de obstar ao monopólio dos marchantes; cooperou quanto pôde para a conclusão dos Paços do Concelho, e promoveu muitos outros melhoramentos da cidade, a maioria dos quais foram da sua iniciativa.
A obra, porém, mais notável foi, sem dúvida, a Avenida da Liberdade, que só a extraordinária boa vontade e energia de Rosa Araújo poderia conseguir, lutando com as numerosas dificuldades que se levantaram para a sua realização. Os habitantes da cidade, em grande parte, opuseram-se à demolição do antigo Passeio Publico, chegando a fazer representações à câmara por causa de atentado que Rosa Araújo queria cometer. O enérgico presidente da câmara encontrou também outra dificuldade importantíssima, a falta de dinheiro para semelhante obra, que exigia avultados capitais. A câmara não estava habilitada, porém Rosa Araújo possuía algumas dezenas de contos de réis e não desanimou. Os trabalhos inauguraram-se no dia 24 de julho de 1879, pela demolição do velho teatro das Variedades e da velha praça do Salitre; seguiram-se as demolições dos prédios importantes da praça da Alegria, em que os proprietários eram largamente indemnizados; as demolições prosseguiram à maneira que as urgências o exigiam, e a vasta avenida concluiu-se, sendo hoje um dos melhores pontos de reunião da cidade, vistosa e grandiosamente adornada com edifícios e propriedades sumptuosas, teatros da avenida e rua dos Condes, hotel magnifico, tendo junto a estacão central do caminho de ferro, monumento dos Restauradores, etc. Na ocasião dos festejos do tricentenário de Camões em 1880, Rosa Araújo tomou parte muito activa nessa memorável comemoração, cooperando para a criação de bairro Camões. Rosa Araújo foi deputado, par do reino electivo, e tinha a comenda de Nossa Senhora da Conceição de Vila Viçosa. Consta que mais de uma vez lhe fora oferecido o título de visconde, que não quis nunca aceitar.
Era um bom carácter, trabalhador incansável, amigo sincero e serviçal; filho do povo, soube elevar-se, conservando sempre a sua vida de comércio, tanto na considerável confeitaria que herdara de seu pai, como na casa bancária que estabelecera na rua do Arco do Bandeira. Tendo predilecção pela política como seu pai, a ela se entregou com dedicação, que lhe absorveu, por assim dizer, uma grande parte da sua fortuna. Dotado de extrema bondade e excessivamente caritativo, a sua bolsa estava sempre aberta para donativos, esmolas, e empréstimos, de que raras vezes era embolsado; os seus capitais estavam também sempre à disposição do município. 
Criou dois jornais políticos: "O Espectro da Granja", de que foram redactores Eduardo Tavares e Jacinto Augusto de Freitas Oliveira, e a "Gazeta Comercial", de que foi director político o conselheiro Dr. António José Teixeira. Todas estas liberalidades e grandeza de alma concorreram grandemente para que a sua fortuna fosse comprometida, levando-o quase à pobreza. 
Falece aos 52 anos. A morte de Rosa Araújo foi muito sentida, e o funeral uma manifestação imponente e das mais simpáticas, em que se incorporaram todas as associações, a câmara municipal, vereação, empregados superiores e pessoal menor, as escolas municipais com os seus professores e alunos, vestindo o fardamento que então usavam, levando à frente os seus estandartes, os bombeiros municipais, voluntários, da Ajuda e da Junqueira, a direcção e professores dos asilos municipais com uma carreta carregada de coroas, pessoal do Cemitério dos Prazeres levando à frente o respectivo administrador, empregados da Associação do Comércio e Indústria, as suas aulas levando os estandartes, carreta com o féretro, muitos convidados, representantes, da imprensa etc., seguindo todos a pé até ao cemitério oriental. A câmara dos pares, o ministério e o partido regenerador fizeram-se também representar. No cemitério esperavam as crianças dos asilos da Ajuda e do Campo Grande, com os respectivos directores e professores. À beira da sepultura discursaram: o Dr. Teófilo Ferreira, um sócio da Associação do Recreio 11 de outubro, e os Srs. José Bastos, do Ateneu Comercial, Simões de Almeida, Gomes da Silva e Júlio Ribeiro.